# Neve Dan
Neve Dan (hebrejsky: נווה דן, též nazýváno Šikun Dan, שיכון דן) je čtvrť v severovýchodní části Tel Avivu v Izraeli. Je součástí správního obvodu Rova 2 a samosprávné jednotky Rova Cafon Mizrach.

## Geografie
Leží na severovýchodním okraji Tel Avivu, cca 4,5 kilometru od pobřeží Středozemního moře a necelý 1 kilometr severně od řeky Jarkon, v nadmořské výšce cca 40 metrů. Na východě sousedí se čtvrtí Jisgav, na severu s Revivim, na západě se čtvrtí Hadar Josef a na jihu s pásem zeleně podél Jarkonu. Dopravní osou je silnice číslo 482 (Pinchas Rosen), která probíhá po západním okraji čtvrtě.

## Popis čtvrti
Plocha čtvrti je vymezena na severu ulicí Petachija mi-Regensburg, na jihu ulicí Raoul Wallenberg, na východě Mišmar ha-Jarden a na západě Pinchas Rosen. Převládá zde nižší individuální zástavba. V roce 2007 tu žilo 2345 obyvatel.